# السكون السياسي في الإسلام
في سياق الفكر السياسي أو السياسة والدين الإسلامي، اُستخدم مصطلح الهدوء السياسي أو السكون السياسي للإشارة إلى الانسحاب من الشؤون السياسية بدوافع دينية [الإنجليزية]. وهذا على النقيض من الإسلام السياسي، الذي يرى أن الدين الإسلامي والسياسة لا ينفصلان، وأن على المسلمين أن يقاتلوا من أجل إقامة حكومة إسلامية حقيقية.
تشمل الدوافع الاعتقاد بأنه ليس من حق عامة المسلمين التشكيك في السلطات وأنهم يجب أن يركزوا بدلًا من ذلك على التقوى والصلاة والطقوس الدينية والفضيلة الشخصية؛ والشك في أن البشر العاديين يمكنهم إقامة حكومة إسلامية حقيقية. وقد يكون الهدوء السياسي مؤقتًا أيضًا، مثل الاعتقاد بأنه «يُحرم الخروج على الحاكم المسلم»، أو حتى الانخراط في الفصائل السياسية، لأن هذا من شأنه أن يسبب الانقسام في المجتمع، ولكن في الوقت المناسب في المستقبل، عندما (اعتمادًا على طائفة المسلمين):
1. إجماع العلماء المسلمين (في الإسلام السني)[4]
2. أو ظهور الإمام الثاني عشر (في الإسلام الشيعي الاثني عشري) يدعو إلى ذلك[5]

يجب على جميع المسلمين دعم حكومة إسلامية حقيقية. يُوصف أهل السنة في المملكة العربية السعودية والسلفيون أحيانًا بأنهم يمتلكون أجنحة هادئة ومتطرفة.

## تفسير الاختلافات الدينية
وفقا للباحث الغربي برنارد لويس، فإن الهدوء السياسي يُناقض الإسلام الناشط:
هناك على وجه الخصوص تقليدين سياسيين، أحدهما يمكن أن نطلق عليه الهادئ، والآخر ناشط. وتستند الحجج المؤيدة لكلا منهما، كما هو الحال مع معظم الحجج الإسلامية المبكرة، إلى القرآن [الكريم] وأفعال وأقوال النبي. ومن الواضح أن التقليد الهادئ يعتمد على النبي باعتباره صاحب السيادة والقاضي ورجل الدولة. ولكن قبل أن يصبح النبي رئيسًا للدولة كان ثائرًا. قبل أن ينتقل من مكة إلى المدينة، حيث أصبح حاكمًا، وكان معارضًا للنظام القائم. كما كان زعيمًا للمعارضة ضد حكم الأقلية (الأوليغارشية) الوثنية في مكة، وفي مرحلة ما ذهب إلى المنفى وشكّل ما يمكن أن نطلق عليه في اللغة الحديثة «حكومة في المنفى»، والتي تمكن بفضلها في النهاية من العودة منتصرًا إلى مسقط رأسه وفتح مكة وإقامة الدولة الإسلامية في مكة. لقد قدم النبي محمد باعتباره متمردًا نوعًا من النموذج للثورة، والمعارضة والرفض، والانسحاب والمغادرة، والمنفى والعودة. وقد حاولت حركات المعارضة في التاريخ الإسلامي مرارًا وتكرارًا، تكرار هذا النمط، خاصةً الشيعية.

## دعم الهدوء
وقد زعم بعض المحللين أن الثقافة السياسية الإسلامية خاصةً السنية تعزز الهدوء السياسي عندما تواجه أشكالًا من القيادة المطلقة، مثل الاستبداد (الأوتوقراطية)، أو الملكية، أو الخلافة. ومن بين النصائح المعروفة في التاريخ الإسلامي لدعم مبدأ التهدئة من القرآن والحديث وعلماء المسلمين:

### أقوال مأثورة
كان لعلماء السنة، مقولات مشهورة، منها:
- «مائة عام من جور السلطان خير من عام من جور الناس بعضها على بعض».[12]

وتشمل المقولات المشابهة
- «قرن من الاستبداد ولا يوم واحد من الفوضى». (مقولة لابن تيمية)[13]
- «يعيش الناس في ظل الاستبداد ولا يعيشون في الفوضى».[14]

ومن بين الأقوال الأخرى المستشهد بها بشكل شائع ولكنها ليست من النصوص الدينية بين فقهاء وعلماء الدين السنة التي تشجع على القبول بدلًا من المقاومة:
- «تجب طاعة السلطان السائد»[14]

### النصوص المقدسة
- القرآن الكريم (صحيح عند كل الطوائف الإسلامية): ﴿يَا أَيُّهَا الَّذِينَ آمَنُوا أَطِيعُوا اللَّهَ وَأَطِيعُوا الرَّسُولَ وَأُولِي الْأَمْرِ مِنكُمْ ۖ فَإِن تَنَازَعْتُمْ فِي شَيْءٍ فَرُدُّوهُ إِلَى اللَّهِ وَالرَّسُولِ إِن كُنتُمْ تُؤْمِنُونَ بِاللَّهِ وَالْيَوْمِ الْآخِرِ ۚ ذَٰلِكَ خَيْرٌ وَأَحْسَنُ تَأْوِيلًا﴾ (النساء، الآية 59)
- أحاديث «اسمَعوا وأطيعوا» (وهي صحيحة عند الطائفة السنية):
  - «اسمَعوا وأطيعوا وإنِ استُعمِلَ عليْكم عبدٌ حبشيٌّ كأنَّ رأسَهُ زبيبةٌ». (حديث سنن ابن ماجه) [15]
  - «ولو استُعْمِلَ عليكم عبدٌ حَبَشِيٌّ، يُقودُكم بكتابِ اللهِ ، فاسمعوا له وأطيعوا». (حديث سنن ابن ماجه)[15][16][17]

### العصور الوسطى
وفقًا لسعود السرحان، في العصور الوسطى عندما أصبحت سلطة السلطات في الإمبراطورية الإسلامية مطلقة، كان يُنظر إلى السكينة على أنها فضيلة، ونشأ نوع من أدب النصيحة الإسلامية يدافع عن استراتيجية إظهار الدعم والطاعة للسلطة السياسية داخل المملكة، بينما يدعو بشكل خفي إلى الحكم العادل والسليم. ويذكر السرحان أيضًا أن الجانب الفارسي في القرن الثاني عشر حاول الجمع بين النشاط السياسي والاعتراف بالحكم المطلق الذي أقره الله للخلفاء ليخلق بيئةً لا تقبل الفساد.

### محمد سيد طنطاوي
وقد زعم مفتي مصر محمد سيد طنطاوي أن الواجب الإسلامي التقليدي للحسبة (الأمر بالمعروف والنهي عن المنكر) المتعلق بالتنفيد باليد (بدلًا من بالكلمة أو الصمت) في المجتمع الإسلامي كان مخصصًا للسلطات.

## الهدوء السياسي بين السلفيين
في مقارنة بين السلفيين الهادئين ومبادئ المنظمات السلفية الجهادية التي تشن تمردات مسلحة (مثل القاعدة، وتنظيم الدولة الإسلامية داعش ، وبوكو حرام ، إلخ)، يلاحظ الصحفي الغربي جرايم وود أنه في حين يعتقد كلاهما أن قانون الله هو القانون الوحيد وأنهما ملتزمان بتوسيع دار الإسلام، فإن السلفيين الهادئين يتشاركون مع المسلمين الهادئين الآخرين قلقهم بشأن الانقسام في الأمة الإسلامية. وينقل جرايم وود عن أحد الدعاة السلفيين حديثين: «ومن رأى من أميره شيئًا من معصية الله فليكره ما يأتي من معصية الله ولا ينزعن يدًا من طاعة. فإن من خرج من الطاعة وفارق الجماعة مات ميتة جاهلية» وأيضًا الحديث: «على المرء السمع والطاعة فيما أحبب وكره في اليسر والعسر في المنشط والمكره» حتى لو كان الحاكم آثمًا. تحذر جميع كتب العقيدة الكلاسيكية من التسبب في اضطرابات اجتماعية. يصف وود هؤلاء الهادئين بأنهم يعتقدون أن المسلمين يجب أن يوجهوا طاقاتهم نحو إتقان حياتهم الشخصية، بما في ذلك الصلاة والطقوس والنظافة، بدلًا من الجهاد. ويقارن الكمية المفرطة من الوقت التي تُقضى في مناقشة قضايا مثل الطول المناسب للسراويل وما إذا كان يجوز تقليم اللحى في بعض المناطق، باليهود المتشددين الذين يتجادلون حول ما إذا كان من الحلال تمزيق مربعات من ورق الحمام يوم السبت (لأنهم يسألون: «هل يُعد ذلك تمزيقًا للقماش»؟)، ويُقارن كذلك جرايم وود بين مسائل التصوير وبناء أضرحة بما حصل مع المسيحيين الأرثوذكسيين في القرن 10 من الانشغال فيما إذا كانت تماثيل المسيح أصنامًا أم لا وقد ذكر سيدني جونز من مجموعة الأزمات الدولية أن تثبيط النشاط السياسي في السلفية (الهادئة) كان بمثابة حاجز أمام توسع الأنشطة الجهادية بدرجات متفاوتة.
ويصف الباحث الغربي يوآس واجيماكرز السلفيين الهادئين بأنهم يركزون على نشر الدعوة من خلال الدروس والخطب وغيرها من الأنشطة التبشيرية، والابتعاد عن السياسة والعنف، التي يتركونها للحاكم. يستخدم باحث غربي آخر، وهو كوينتان فيكتوروفيتش، مصطلح الأصوليين لوصف السلفيين الذين يبدو أنهم مشابهون (وفقًا لجاكوب أوليدورت) لما يصفه واجيماكرز بالهدوء: «إنهم يؤكدون على التركيز على أساليب النشر والتطهير والتعليم غير العنيفة. إنهم ينظرون إلى السياسة على أنها تحوّل يشجع على الانحراف».
ويصف الباحث الغربي جاكوب أوليدورت العالم السلفي محمد ناصر الدين الألباني (ت 1999) بأنه «أبرز السلفيين الهادئين في القرن الماضي». وكان شعاره «في وقت متأخر من حياته»: «أفضل سياسة هي البقاء بعيدًا عن السياسة». :4-5اليوم، يتراوح طلابه من المدخليين الذين يصفهم أوليدورت بأنهم «السلميون المطلقون» إلى المتمردين جماعة إخوان من أطاع الله بنجد والحجاز العنيفين الذين خططوا ونفذوا حصار مكة في عام 1979. :4-5يزعم أوليدورت أن مصطلح هادئ هو «وصف غير مناسب لوصف طموحات الألباني وأتباعه». :4-5

وفي تعليقه على أنشطة بعض الجماعات الإسلامية التي نظمت ثورات مسلحة ضد الحكام العرب، قال محمد بن صالح العثيمين ، أحد أكثر علماء المسلمين تأثيرًا في عصره، في فتوى:
«لا ينبغي أن يوجد عامل يمنع التكفير عندما يقوم شخص بعملِ كافرٍ، يجب أن يكون الكفر واضحًا ومعروفًا ويجب ألا يكون من الممكن إساءة فهمه. إذا كان من الممكن إساءة فهمه، فلا يكفر الشخص الذي يقع فيه حتى لو كان العمل كفرًا. لم يكن سوى هذا التفسير الخاطئ الذي جعل تمرد الخوارج يضر بالأمة الإسلامية. الخوارج لديهم فكرة أن العمل كفر وبالتالي يثورون، وهو ما قالوا لعلي بن أبي طالب، يمكن عذر أولئك الذين تتهمهم من حكام العرب والمسلمين. ربما لم يتلقوا الحقيقة. ربما تلقواها وفي الوقت نفسه أساء أحدهم فهم الأمر. وبالتالي، يجب أن يكون المرء واضحًا عند هذه النقطة.» 

### الانقسامات بين السلفيين
هناك ثلاث تيارات بحثية تبحث في أصول العنف السلفي، الأولى تُرجعه إلى البخاري وابن تيمية، وترى بأن الفكر العنيف تولّد تدريجيًّا منهما، حتى انفجر في العصر الحديث، والثاني يُرجعه إلى نشأة محمد بن عبد الوهاب، والحركة الوهابية والدعم الذي حظيَت به، خاصةً وأن جماعته هجمَت على مكة والمدينة، وحاربت حاكم زمانها (الدولة العثمانية)، أما التيار الأخير فيقول باستغلال الحركات السلفية الحديثة، مثل جماعة الإخوان المسلمين التي تأسست في مصر في عشرينيات القرن العشرين، للتقاليد الصوفية والشيعية المتمثلة في العزلة والانسحاب من الشؤون الدنيوية والهدوء السياسي ووصمها بأنها شكل من أشكال الجهاد الناعم ضد إخوانهم المسلمين. فيرون بأن سيد قطب هو مؤسس الحركة السلفية الجهادية الفعلية. وقد كان سيد قطب زعيمًا بارزًا في جماعة الإخوان المسلمين وأيديولوجيًا إسلاميًا ذا نفوذ كبير، وأول من صاغ هذه المبادئ السلفية في كتابه الضخم في ظلال القرآن وبيانه الصادر عام 1966 معالم في الطريق، مما أدى إلى إعدام الحكومة المصرية له. وقد تبنت حركات سلفية أخرى في الشرق الأوسط وشمال أفريقيا وفي مختلف أنحاء العالم الإسلامي العديد من مبادئه الإسلامية. وبحسب قطب فإن المجتمع الإسلامي انقرض منذ عدة قرون ورجع إلى الجاهلية لأن من يسمون أنفسهم مسلمين فشلوا في اتباع الشريعة الإسلامية. من أجل استعادة الإسلام، وإعادة أيام مجده، وتحرير المسلمين من براثن الجهل، اقترح قطب نبذ المجتمع الحديث، وإقامة طليعة على غرار المسلمين الأوائل، والوعظ، والاستعداد للفقر أو حتى الموت ضد ما اعتبره حكومة جاهلية، والإطاحة بها. وقد استنكر العديد من علماء المسلمين، فضلًا عن أعضاء آخرين في جماعة الإخوان المسلمين، مثل يوسف القرضاوي، الفكر الإسلامي القطبي المستمد من أفكار سيد قطب. بصورة عامة، فإن المسلمين في طليعة القرن الواحد والعشرين، يواجهون تحديات غير مسبوقة، تمثل أهمها في:
1. تقسيم الدول الحديثة في الشرق الأوسط، وهو تقسيم اعتمد على تأثر الأوروبيين بالكتاب المقدس. (طالع: المدرسة الحديثة)
2. غياب المشروع
3. انتهاء الخلافة الإسلامية بعد الدولة العثمانية

## الهدوء السياسي في التصوف
إن أخلاقيات بعض صحابة النبي محمد، الذين أصبحوا نماذج لما يمكن تسميته بالانعزالية السنية المبكرة، في وقت لاحق تبنته الجماعات الزاهدة الإسلامية، والتي ستعرف فيما بعد باسم الصوفية. ومع ذلك، وعلى النقيض من الصحابة الأوائل، الذين حددوا العزلة بعيدًا عن الممارسات غير الإسلامية مثل الرهبنة وطهروها من أي إشارة إلى الانقسام، كان هناك من بين الصوفيين من اعتبروا العزلة الزهدية (الاعتكاف) وحدها الوسيلة لتحقيق الخير. وبالإضافة إلى ذلك فإن بعض الصحابة فسروا هذه التوصيات النبوية والقرآنية على نحو مجازي. يناقش الحكيم الترمذي (750-869م)، وهو فقيه سني وأحد كبار المؤلفين الأوائل في التصوف، تقريرًا منسوبًا إلى الصحابي والخليفة الأول أبو بكر الصديق حيث يعرّف الأخير الاعتكاف بالمعنى الجسدي مرادفًا للرهبنة. يقدم الترمذي ثنائية بلاغية بين نبذ الجسد ونبذ القلب بين المسيحيين واليهود، الذين نبذوا العالم بأجسادهم، والمسلمين، الذين نبذوا العالم بقلوبهم من أجل التغلب على أنفسهم. وقد أدى هذا إلى نقاش داخل الحركة الصوفية حول الشكل الذي ينبغي أن تتخذه الزهد، حيث جادل الصوفيون المستنيرون لصالح تجنب العالم بالقلب، لأن الأخلاق يجب أن تُفهم في سياق اجتماعي، ويجب أن يكون المتصوف الحقيقي هو الذي يشارك في الحياة الاجتماعية والاقتصادية للمجتمع. بعد وفاة النبي محمد محمد واغتيال الخلفاء الراشدين، اعتبر الصوفيون محاولات تحسين هذا العالم عديمة الفائدة وبالتالي أخذوا مفهوم التوكل القرآني وطوروه إلى التهدئة السياسية.
قال جواد نوربخش [الإنجليزية]: «في الممارسة الصوفية، يُدان الانزواء والعزلة والانشغال، بالعبادات ليلًا ونهارًا». ينبغي أن يتمتع الصوفيون «بحياة مهنية نشطة»، وأن يكونوا «في خدمة الخلق»، أي أن يخدموا العالم بنشاط، ويبذلوا «بسخاء لمساعدة الآخرين». ومع ذلك، في الماضي، تقاعد بعض أساتذة الصوفية «من المجتمع السائد من أجل تجنب مضايقات الغوغاء الذين حرضهم رجال الدين المعادون الذين وصفوا جميع الصوفيين بأنهم كفار وزنادقة». من ناحية أخرى، أكد عناية خان أن «التصوف هو المدرسة القديمة للحكمة والهدوء، وكان أصل العديد من الطوائف ذات الطبيعة الصوفية والفلسفية». كما ذكرت الباحثة نيكي كيدي أن الصوفيين تقليديًا «كانوا معروفين عمومًا بالهدوء السياسي أكثر من النشاط الموجود في الطوائف».

## الهدوء السياسي في الإسلام الشيعي
كان تركز الشيعة هو كونهم حزبًا معارضًا لأي حاكم ظالم أو خارج عن طاعة الله، تمثّل ذروته في ثورة الحسين على يزيد. بصورة عامة دخل الإسلام الشيعي الاثني عشري، بعد وفاة الإمام الحادي عشر الحسن العسكري عام 847 م، في هدوء سياسي مطلق، فخرجوا من الساحة السياسية طواعيةً وتوجهوا لطلب العلم والانشغال الديني، إذ رأوا استحالة إقامة دولة إسلامية مجددًا كدولة علي بن أبي طالب، فتركزت الدول الشيعية التالية على أن تكون دولة تتبع واجبات الدين وتنهى عن موانعه دون أن يكون للطائفة الشيعية تحكم مطلق على سياسة الدولة، وهو الحال في الدولة الصفوية والدولة القاجارية، ومن بين الزعماء الدينيين الذين وُصفوا بأنهم هادئون:
- آية الله محمد حسين نائيني، أحد زعماء الثورة الدستورية في إيران عام 1906؛
- آية الله السيد حسين البروجردي، المرجع البارز في إيران من عام 1947 حتى وفاته في عام 1961؛
- آية الله محسن الحكيم، المرجع البارز في العراق من عام 1961 حتى وفاته عام 1970؛
- آية الله أبو القاسم الخوئي، المرجع البارز في العراق من عام 1970 حتى وفاته عام 1992؛
- آية الله علي السيستاني، هو حاليًّا أبرز رجال الدين الشيعة في العراق.
- ويعتبر جميع علماء الشيعة في حوزة النجف في العراق تقريبًا هادئين سياسيًّا.

ولكن موقفهم لا يعني انسحابهم الكامل من السياسة، إذ يؤكدون أن الحكومة الإسلامية الحقيقية لا يمكن أن تقوم إلا بعودة الإمام الثاني عشر. وحتى هذا الوقت، يتعين على المسلمين البحث عن أفضل أشكال الحكم، ونصح الحكام بضمان عدم تنفيذ القوانين المعادية للشريعة لكن آخرين (على سبيل المثال، علي السيستاني) ينصحون بنظام حكم ديمقراطي تعددي حتى عودة المهدي إذ يرونه نظامًا قادرًا على إيقاف فساد النفس من خلال المحاسبة، ونظامًا يسمح لهم بالعمل بعمران الأرض وتحقيق الغاية من استخلافهم، وقد أفتى آية الله علي السيستاني شيعة العراق بإقامة دولة مدنية غير شيعية، تحترم كل مكونات العراق الحديث سنةً وشيعةً وغير مسلمين، عربًا وغير عرب؛ وتحاول التوفيق بين جميع مكوناته مهما كانت من خلال التعددية دون تمييز طائفة عن أخرى وبالأخص دون أن يكون للشيعة أي تمايز عن غيرهم. إن هدوء الشيعة يحمل تبريرًا بفكرة أن البشر معرضون للخطأ أو الفساد، وبالتالي لا يستطيع أي إنسان بشري أن يقيم حكمًا إسلاميًّا عادلًا على الأرض. ولذلك يعارض كثير منهم مفهوم ولاية الفقيه الإسلامي غير الهادئ سياسيًّا في إيران. إن مفهوم ولاية الفقيه الإسلامي، وبروز الشيعة مؤثرين وغير هادئين سياسيًّا، حدث لأول مرة في الثورة الإسلامية الإيرانية عام 1979 منذ عام 847 م، إذ يرون ضرورة الانتقال من الانتظار السلبي السائد لدى الشيعة إلى الانتظار النشط من خلال تطبيق حكم الله ومناصرة المظلومين، خاصةً في المرحلة الحالية مُعللين بما آلت له أحوال المسلمين اليوم من وَهَن في أصقاع الأرض وعلى رأسهم فلسطين، وترى فاطمة الصمادي أن هذا التغير الشيعي جاء متأثرًا بتنظير سيد قطب إن هناك تيارًا شيعيًّا يرى ضرورة عودة حكم المسلمين بل وهناك حتى توجهات أن يكونوا تحت حكم مسلمين سنة مُبررين ذلك بأكثريتهم ولكن على شرطي طاعة الله، وعدم إجبارهم أو أي طائفة أخرى على المثول لما يعتبروه مُحرمًا، وهو نظام مشابه لنظام الملل الذي طُبق في الدولة العباسية والدولة العثمانية ليكون ذلك نواةً لإقامة خلافة تتوافق مع متطلبات العصر الحديث.

## السكونية والمؤرخون
ويرى مؤرخ واحد على الأقل (جبران شامية) أن الاعتقاد الإسلامي الذي يتضمن تحديد نوع الحكومة الأفضل والتي ينبغي للمسلمين إقامتها، لا يدعمه ما هو معروف عن حياة النبي محمد ودعوته.
«مسترشدين بسلوك النبي الأكرم محمد، نجد أنه مارس السلطة التنفيذية ولكنه لم يشكل حكومة؛ كان هو المدير ولكن لم يؤسس نظامًا إداريًا؛ كان هو القاضي الأعلى ولكنه لم يخلق نظامًا قضائيًا أو إجراءات قانونية؛ كان القائد العسكري ولكنه لم ينظم جيشًا؛ وكان يتحكم في الأموال والإيرادات ولكنه لم يكن لديه ميزانية. علاوة على ذلك، كان للنبي وقت كافٍ قبل وفاته لتنظيم المجتمع الإسلامي سياسيًا. وكان الإجراء الأكثر إلحاحًا هو إقامة نظام لانتقال السلطة بشكل قانوني. كان على دراية بالتنافس بين أتباعه حول الخلافة وكان بإمكانه أن يفوض سلطته لمنع الخلافات بينهم، ولكنه لم يفعل. هذه الملاحظات تدعم أولئك الذين يقولون إن النبي محمد لم يهدف أبدًا إلى تشكيل دولة وأن رسالته كانت دينية بحتة».

ويشير شامية أيضًا إلى أن هذه الممارسة (أو عدم وجودها) كانت متبعة من الخلافة الراشدة، التي لم تنشئ أبدًا قوة شرطة لحفظ القانون والنظام، ويُردف قائلًا «عندما هاجم الثوار الخليفة عثمان في منزله واغتالوه، لم تكن هناك أي إجراءات أمنية لحمايته. لم يُنشئ الخلفاء إدارةً، ولا نظامًا ماليًا، ولا ميزانية، وفي الأراضي المغزوّة، احتفظوا بالأنظمة الإدارية البيزنطية والفارسية السابقة، واحتفظوا بالموظفين المحليين لإدارة البلاد». ويُرد على هذا بتأسيس علي بن أبي طالب وعثمان للشرطة الليلية (العسس) وبالتغير التدريجي الذي حصل في عهد الدولة الإسلامية لمنع الفوضى، مثل تأسيس أنظمة بسيطة مع المحافظة على الأنظمة القائمة كتأسيس بيت المال في عهد الخلفاء الراشدين، إلى الوصول إلى تعريب الدواوين في العهد الأموي.

## طالع أيضًا
- تفكير معاد للديمقراطية
- اللاسياسية
- اغتراب سياسي
- فكر سياسي إسلامي
- الرفض الديني للسياسة [الإنجليزية]
- الصبر في الإسلام

### ملحوظات
1. ↑  في مقابلة أجريت عام 1988، نُوقش هذا من بين أمور أخرى<[18]

### الاستشهادات
1. 1 2 3  al-Sarhan، Saud، المحرر (2019). Political Quietism in Islam: Sunni and Shi'i Practice and Thought. King Faisal Center for Research and Islamic Studies Series. New York: أي بي توريس. ISBN:978-1-8386-0219-2. مؤرشف من الأصل في 2023-11-08.
2. ↑  Lacroix، Stéphane. "Saudi Arabia's Muslim Brotherhood predicament". The Washington Post. مؤرشف من الأصل في 2015-10-12. اطلع عليه بتاريخ 2014-03-20. some clerics, like Nasir al-Umar, stuck to pure religious rhetoric, arguing that it is 'forbidden to rebel against a Muslim ruler'
3. ↑  Abdul-Wahid, Abu Khadeejah (25 Sep 2019). "Ahlus-Sunnah wal-Jamā'ah believe that rebellion against the rulers is forbidden". Abu Khadeejah : أبو خديجة (بالإنجليزية البريطانية). Retrieved 2020-04-10.
4. 1 2 3  Wood، Graeme (مارس 2015). "What ISIS Really Wants". ذا أتلانتيك. مؤرشف من الأصل في 2015-02-16. اطلع عليه بتاريخ 2021-10-25.
5. 1 2 3  The New Republic, "The New Democrats" by Abbas Milani, July 15, 2009 (may not be available for free online) نسخة محفوظة 2009-07-13 على موقع واي باك مشين.
6. ↑  Wagemakers، Joas (2012). "The Enduring Legacy of the Second Saudi State: Quietist and Radical Wahhabi Contestations Ofal-Walāʾ Wa-L-Barāʾ". International Journal of Middle East Studies. ج. 44: 93–110. DOI:10.1017/S0020743811001267. S2CID:162663590. مؤرشف من الأصل في 2025-01-23. اطلع عليه بتاريخ 2014-12-14. ... the collapse of the second Saudi state (1824–91) and the lessons that both quietist and radical Wahhabi scholars have drawn from that episode.
7. ↑  Jones، Sidney (سبتمبر 2004). "Indonesia Backgrounder: Why Salafism and Terrorism Mostly Don't Mix". International Crisis Group. مؤرشف من الأصل في 2016-01-05. اطلع عليه بتاريخ 2016-01-04.
8. ↑  Musa، Mohd Faizal (2018). "The Riyal and Ringgit of Petro-Islam: Investing Salafism in Education". في Saat، Norshahril (المحرر). Islam in Southeast Asia: Negotiating Modernity. سنغافورة: ISEAS Publishing. ص. 63–88. DOI:10.1355/9789814818001-006. ISBN:9789814818001. S2CID:159438333.
9. ↑  "Fighting jihadism: The fatal attraction of IS - Qantara.de". Qantara.de - Dialogue with the Islamic World (بالإنجليزية). Retrieved 2020-04-10.
10. ↑  Bernard Lewis (21 يناير 1988). "Islamic Revolution". New York Review. ج. 34 ع. 21 & 22. مؤرشف من الأصل في 2010-04-08.
11. 1 2  al-Sarhan، Saud، المحرر (2019). Political Quietism in Islam: Sunni and Shi'i Practice and Thought. King Faisal Center for Research and Islamic Studies Series. New York: أي بي توريس. ISBN:978-1-8386-0219-2. مؤرشف من الأصل في 2023-11-08.al-Sarhan, Saud, ed. (2019). Political Quietism in Islam: Sunni and Shi'i Practice and Thought. King Faisal Center for Research and Islamic Studies Series. New York: I.B. Tauris. ISBN 978-1-8386-0219-2.
12. ↑  Nabli، Mustapha K.؛ Humphreys، Charles؛ Banerji، Arup (2003). Better governance for development in the Middle East and North Africa. MENA Report. World Bank Publications. ص. 203–4. ISBN:9780821356357. مؤرشف من الأصل في 2022-02-09. اطلع عليه بتاريخ 2020-05-27.
13. ↑  (attributed to 14th‐century scholar Ibn Taymiyyah in his Kitāb al‐Siyasa). Ibn Taymiyyah. "Oxford Dictionary of Proverbs". Oxford Reference. اطلع عليه بتاريخ 2025-02-04.
14. 1 2  Lewis, Islam and The West c1993: p.164-5
15. 1 2  Hadith No. 2860 Sunan Ibn Majah
16. ↑  Weinsinck, A. J., Concordance Et Indices De LA Tradition Musulmane: Les Six Livres, Le Musnad D'Al-Darimi, Le Muwatta'De Malik, Le Musnad De Ahmad Ibn Hanbal , vol.1, p.327
17. ↑  Lewis, Islam and The West c1993: p.161
18. ↑  Cook، Michael (2003). Forbidding Wrong in Islam, an Introduction. Cambridge University Press. ص. 120.
19. ↑  Meleagrou-Hitchens، Alexander؛ Hughes، Seamus؛ Clifford، Bennett (2021). "The Ideologues". Homegrown: ISIS in America (ط. 1st). لندن and New York: أي بي توريس. ص. 111–148. ISBN:978-1-7883-1485-5.
20. ↑  Wood، Graeme (مارس 2015). "What ISIS Really Wants". ذا أتلانتيك. مؤرشف من الأصل في 2015-02-16. اطلع عليه بتاريخ 2021-10-25.Wood, Graeme (March 2015). "What ISIS Really Wants". The Atlantic. Archived from the original on 16 February 2015. Retrieved 25 October 2021.
21. ↑  Jones، Sidney (سبتمبر 2004). "Indonesia Backgrounder: Why Salafism and Terrorism Mostly Don't Mix". International Crisis Group. مؤرشف من الأصل في 2016-01-05. اطلع عليه بتاريخ 2016-01-04.Jones, Sidney (September 2004). "Indonesia Backgrounder: Why Salafism and Terrorism Mostly Don't Mix". International Crisis Group. Archived from the original on 5 January 2016. Retrieved 4 January 2016.
22. ↑  Joas Wagemakers (Winter 2014). "A Terrorist Organization that Never Was: The Jordanian 'Bay'at al-Imam' Group". Middle East Journal. ج. 68 ع. 1: 59–75, 64.
23. ↑  Joas Wagemakers (2012). A Quietist Jihadi: The Ideology and Influence of Abu Muhammad al-Maqdisi. New York: Cambridge University Press. ص. 9.
24. ↑  Quintan Wiktorowicz (2006). "Anatomy of the Salafi Movement". Studies in Conflict and Terrorism ع. 29: 207–239, 208.
25. 1 2 3  Olidort، Jacob (فبراير 2015). "The Politics of "Quietist" Salafism" (PDF). The Brookings Project on U.S. Relations with the Islamic World. واشنطن العاصمة: مركز سياسة الشرق الأوسط (مؤسسة بروكينغز). ج. 18: 1–28. مؤرشف (PDF) من الأصل في 2017-03-03. اطلع عليه بتاريخ 2021-10-25.
26. ↑  bin ´Uthaymîn، Muhammad bin Sâlih (18 أبريل 2015). "Shaykh Ibn 'Uthaymeen about the Arab rulers (exclusive, detailed Fatwâ)". AbdurRahman.Org. مؤرشف من الأصل في 2016-03-23.
27. 1 2 3 4 5 6  Moussalli، Ahmad S. (2012). "Sayyid Qutb: Founder of Radical Islamic Political Ideology". في Akbarzadeh، Shahram (المحرر). Routledge Handbook of Political Islam (ط. 1st). لندن and New York: روتليدج (دار نشر). ص. 9–26. ISBN:9781138577824. LCCN:2011025970.
28. 1 2 3 4 5 6  Cook، David (2015) [2005]. "Radical Islam and Contemporary Jihad Theory". Understanding Jihad (ط. 2nd). Berkeley: دار نشر جامعة كاليفورنيا. ص. 102–110. ISBN:9780520287327. JSTOR:10.1525/j.ctv1xxt55.10. LCCN:2015010201.
29. ↑  Gibril Haddad, “Quietism and End-Time Reclusion in the Qurʾān and Hadith: Al-Nābulusī and His Book Takmīl Al-Nuʿūt within the ʿuzla Genre,” Islamic Sciences 15, no. 2 (2017): pp. 108-109)
30. 1 2 3 4  Hamid, "Ethics of Early Muslim Ascetics", AJISS 2001: p. 101
31. 1 2  Al-Ḥakīm al-Tirmidhī, Nawādir al-uṣūl fī maʿrifat aḥādīth al-Rasūl, ed. Tawfīq Takla, 2nd ed., 7 vols. (Damascus: Dār al-Nawādir, 1432/2011)
32. ↑  Nurbakhsh، Javad. "Sufism Today". اطلع عليه بتاريخ 2016-10-11.
33. ↑  Khan، Inayat. "The Spiritual Message of Hazrat Inayat Khan. Volume VIIIa - Sufi Teachings. SUFISM". wahiduddin.net. اطلع عليه بتاريخ 2016-10-11.
34. ↑  Keddie, Nikki, "Symbol and sincerity in Islam" Studia Islamica 19, 27-63
35. 1 2  Black، Antony (2014) [2001]. History of Islamic Political Thought: From the Prophet to the Present (ط. 2nd). إدنبرة: Edinburgh University Press. ص. 134. ISBN:9780748688784. OCLC:855017249. مؤرشف من الأصل في 2022-01-04.
36. ↑  هل إيران جادة في دعم المقاومة؟ - بودكاست ديوان أثير، فاطمة الصمادي، منى حوا، منصة أثير، رابط البودكاست نسخة محفوظة 2025-03-26 على موقع واي باك مشين.
37. ↑  أهل الذمة اثناء الحكم العثماني لبلاد الشام… – د.جوزيف زيتون نسخة محفوظة 9 مارس 2019 على موقع واي باك مشين.
38. ↑  Chamieh، صفحة 107.
39. ↑  Chamieh، صفحة 57.
40. ↑  العسَس.. كيف كانت الشرطة في زمن الرسول والخلفاء الراشدين؟، الجزيرة نت، مقالة، محمد شعبان أيوب، 10/6/2021، رابط المقالة

### فهرس
- Bokhari، Kamran؛ Senzai، Farid، المحررون (2013). "Conditionalist Islamists: The Case of the Salafis". Political Islam in the Age of Democratization. لندن and New York: Palgrave Macmillan. ص. 81–100. DOI:10.1057/9781137313492_5. ISBN:978-1-137-31349-2.
- Chamieh، Jebran (1977). Traditionalists, Militants and Liberal in Present Islam. Research and Publishing House.
- Lewis، Bernard (1993). Islam and The West. New York: دار نشر جامعة أكسفورد. ISBN:0-19-509061-6. مؤرشف من الأصل في 2024-10-08.
- Mohamed، Yasien؛ وآخرون (Fall 2001). "The Evolution of Early Islamic Ethics". American Journal of Islamic Social Sciences. المعهد العالمي للفكر الإسلامي. ج. 18 ع. 4: 89–132. ISSN:0742-6763.
- Olidort، Jacob (فبراير 2015). "The Politics of "Quietist" Salafism" (PDF). The Brookings Project on U.S. Relations with the Islamic World. واشنطن العاصمة: مركز سياسة الشرق الأوسط (مؤسسة بروكينغز). ج. 18: 1–28. مؤرشف (PDF) من الأصل في 2017-03-03.
- Sahner، Christian C. (يونيو 2017). ""The Monasticism of My Community is Jihad": A Debate on Asceticism, Sex, and Warfare in Early Islam". Arabica. لايدن: دار بريل للنشر. ج. 64 ع. 2: 149–183. DOI:10.1163/15700585-12341453. ISSN:1570-0585. مؤرشف من الأصل في 2024-06-11.
- al-Sarhan، Saud، المحرر (2019). Political Quietism in Islam: Sunni and Shi'i Practice and Thought. King Faisal Center for Research and Islamic Studies Series. New York: أي بي توريس. ISBN:978-1-8386-0219-2. مؤرشف من الأصل في 2023-11-08.
- Wood، Graeme (مارس 2015). "What ISIS Really Wants". ذا أتلانتيك. مؤرشف من الأصل في 2015-02-16.